# 李氏波光鰓魚
李氏波光雀鯛（学名：Pomachromis richardsoni），又名黑邊波光鰓魚、厚殼仔，为輻鰭魚綱雀鯛科的其中一種，分布於印度西太平洋區，包括馬爾地夫西太平洋區，包括馬爾地夫、臺灣、琉球群島、澳洲大堡礁、斐濟、菲律賓、薩摩亞群島等海域，深度2-25公尺，本魚體呈橢圓形且側扁，胸鰭基部有一黑斑，最大特徵在尾鰭上下葉各具一黑色寬邊緣，上葉還延伸至尾柄部，背鰭硬棘14枚、背鰭軟條13-14枚、臀鰭硬棘2枚、臀鰭軟條13枚，體長可達6公分，棲息在珊瑚礁或岩礁，成小群活動，生活習性不明，可作為觀賞魚。